# Buseck
Die Gemeinde Buseck liegt im mittelhessischen Landkreis Gießen östlich der Universitätsstadt Gießen. Sitz der Gemeindeverwaltung ist das Busecker Schloss in Großen-Buseck. Die romantische Schlosskapelle wird gerne auch von Nicht-Buseckern als Ort zur Eheschließung genutzt.
Buseck grenzt im Norden an die Städte Staufenberg und Allendorf (Lumda), im Osten an die Gemeinden Rabenau (Hessen) und Reiskirchen, im Süden an die Gemeinde Fernwald und im Westen an die Stadt Gießen.

## Geschichte

### Gemeindebildung
Die Gemeinde Buseck entstand im Zuge der Gebietsreform in Hessen am 1. Januar 1977 kraft Gesetzes aus dem Zusammenschluss der bis dahin selbstständigen Gemeinden Alten-Buseck, Beuern und Großen-Buseck. Bereits am 1. Oktober 1971 wurden die Gemeinden Trohe und Oppenrod auf freiwilliger Basis in die Gemeinde Großen-Buseck eingegliedert. Für alle ehemals eigenständigen Gemeinden von Buseck wurde ein Ortsbezirk mit Ortsbeirat und Ortsvorsteher nach der Hessischen Gemeindeordnung eingerichtet.
Die Busecker Ortsteile (mit Ausnahme von Trohe) gehörten zum Busecker Tal, einem in der Mitte des 14. Jh. auftauchenden reichsunmittelbaren Gebiet, dessen Verwaltungssitz Großen-Buseck war. Verwaltet wurde es in Ganerbschaft von den Familien von Buseck und von Trohe. Das Schloss geht auf eine Gründung der Familie von Trohe zurück. Erstmals wird das Schloss 1458 in einem Lehnsbrief erwähnt.

### Bevölkerung

#### Einwohnerstruktur 2011
Nach den Erhebungen des Zensus 2011 lebten am Stichtag, dem 9. Mai 2011, in Buseck 12.770 Einwohner. Nach dem Lebensalter waren 2.163 Einwohner unter 18 Jahren, 5.235 zwischen 18 und 49, 2.811 zwischen 50 und 64 und 2.559 Einwohner waren älter. Unter den Einwohnern waren 505 (3,9 %) Ausländer, von denen 183 aus dem EU-Ausland, 229 aus anderen europäischen Ländern und 99 aus anderen Staaten kamen. Von den deutschen Einwohnern hatten 14,9 % einen Migrationshintergrund. (Bis zum Jahr 2020 erhöhte sich die Ausländerquote auf 7,9 %.) Die Einwohner lebten in 5.613 Haushalten. Davon waren 1.788 Singlehaushalte, 1.608 Paare ohne Kinder und 1.644 Paare mit Kindern, sowie 229 Alleinerziehende und 147 Wohngemeinschaften. In 1.167 Haushalten lebten ausschließlich Senioren und in 3.843 Haushaltungen lebten keine Senioren.

#### Einwohnerentwicklung
Zur Gemeinde Buseck gehören folgende Ortsteile (Einwohnerzahl mit Hauptwohnsitz per 31. Dezember 2021 laut Einwohnermeldeamt):
| Großen-Buseck | 1.608 ha | 5.719 Einwohner |
| Alten-Buseck  | 970 ha   | 3.897 Einwohner |
| Beuern        | 966 ha   | 2.106 Einwohner |
| Oppenrod      | 320 ha   | 1.028 Einwohner |
| Trohe         | 23 ha    | 767 Einwohner   |

| Buseck: Einwohnerzahlen von 1973 bis 2020 | Buseck: Einwohnerzahlen von 1973 bis 2020 | Buseck: Einwohnerzahlen von 1973 bis 2020 | Buseck: Einwohnerzahlen von 1973 bis 2020 | Buseck: Einwohnerzahlen von 1973 bis 2020 |
| --- | ----------------------------------------- | ----------------------------------------- | ----------------------------------------- | ----------------------------------------- |
| Jahr |                                           |                                           |                                           | Einwohner                                 |
| 1973 | 1973                                      |                                           | 9.812                                     | 9.812                                     |
| 1975 | 1975                                      |                                           | 10.232                                    | 10.232                                    |
| 1980 | 1980                                      |                                           | 11.219                                    | 11.219                                    |
| 1985 | 1985                                      |                                           | 11.260                                    | 11.260                                    |
| 1990 | 1990                                      |                                           | 11.400                                    | 11.400                                    |
| 1995 | 1995                                      |                                           | 12.806                                    | 12.806                                    |
| 2005 | 2005                                      |                                           | 13.239                                    | 13.239                                    |
| 2010 | 2010                                      |                                           | 12.877                                    | 12.877                                    |
| 2011 | 2011                                      |                                           | 12.770                                    | 12.770                                    |
| 2015 | 2015                                      |                                           | 12.903                                    | 12.903                                    |
| 2020 | 2020                                      |                                           | 12.973                                    | 12.973                                    |
| Quelle(n): Hessisches Statistisches Informationssystem; Zensus 2011 Ab 1970 einschließlich der im Zuge der Gebietsreform in Hessen eingegliederten Orte. |                                           |                                           |                                           |                                           |

#### Religion
In Buseck leben zahlreiche evangelische und katholische Christen. In allen Ortsteilen gibt es evangelische Kirchengemeinden. Außer in Trohe verfügen diese über historische Kirchengebäude. In Großen-Buseck ist die Pfarrei St. Marien beheimatet, die allen Katholiken der Gemeinden Buseck, Reiskirchen, Fernwald und Allendorf (Lumda) als Gotteshaus zur Verfügung steht. In Oppenrod gibt es eine  Neuapostolische Kirchengemeinde.
Konfessionsstatistik
| • 1987: | 7704 evangelische (= 70,3 %), 2002 katholische (= 18,3 %), 1259 sonstige (= 11,4 %) Einwohner |
| • 2011: | 7540 evangelische (= 59,0 %), 2300 katholische (= 18,0 %), 2930 sonstige (= 23,0 %) Einwohner |

## Politik

### Gemeindevertretung
Die Kommunalwahl am 14. März 2021 lieferte folgendes Ergebnis, in Vergleich gesetzt zu früheren Kommunalwahlen:

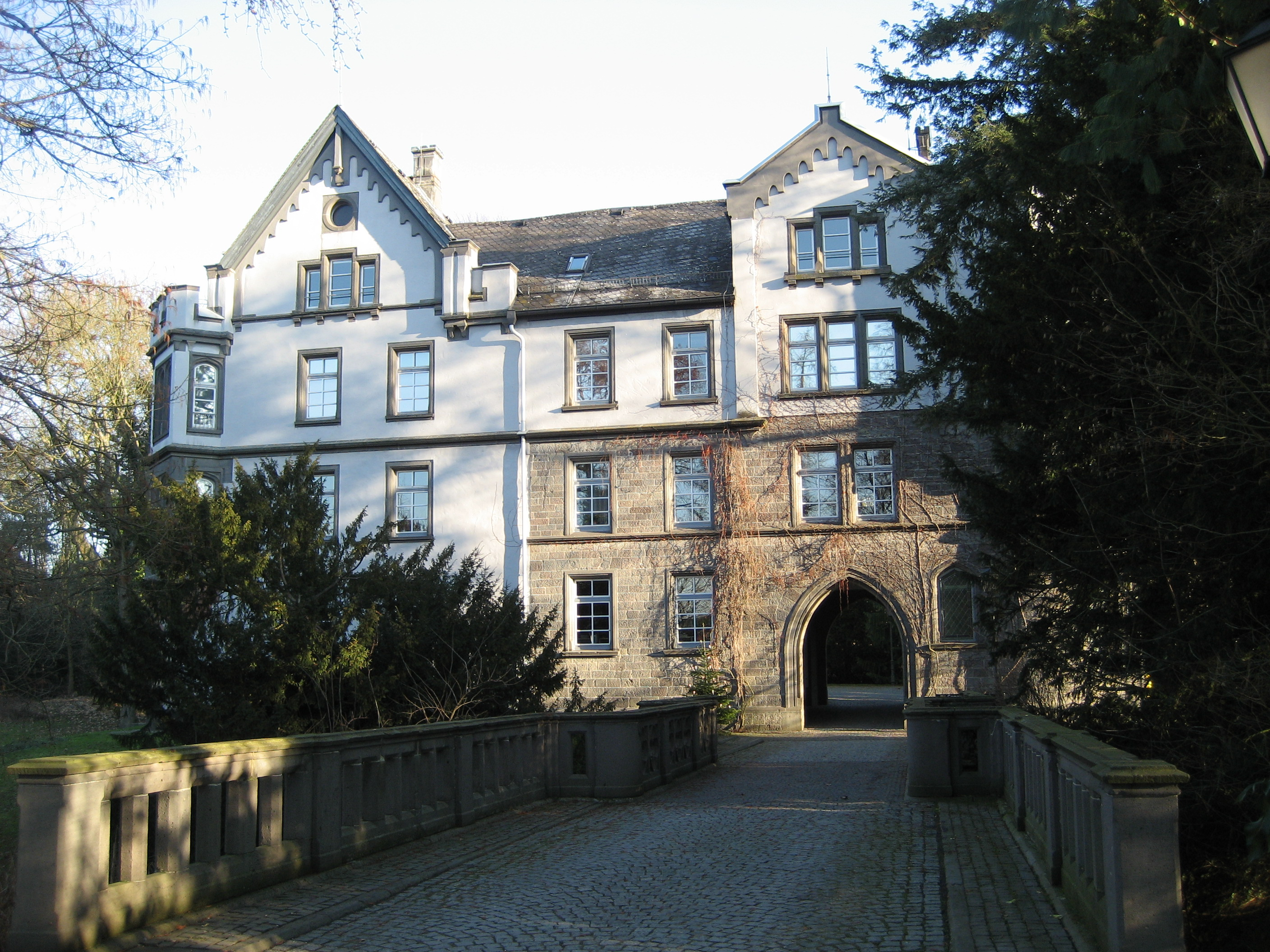
Das Busecker Schloss beherbergt die Gemeindeverwaltung

| Sitzverteilung in der Gemeindevertretung 2021Insgesamt 37 Sitze - SPD: 10 - Grüne: 5 - FW: 13 - CDU: 9 | Parteien und Wählergemeinschaften | Parteien und Wählergemeinschaften           | 2021  | 2021  | 2016  | 2016  | 2011  | 2011  | 2006  | 2006  | 2001  | 2001  |
| Sitzverteilung in der Gemeindevertretung 2021Insgesamt 37 Sitze - SPD: 10 - Grüne: 5 - FW: 13 - CDU: 9 | Parteien und Wählergemeinschaften | Parteien und Wählergemeinschaften           | %     | Sitze | %     | Sitze | %     | Sitze | %     | Sitze | %     | Sitze |
| Sitzverteilung in der Gemeindevertretung 2021Insgesamt 37 Sitze - SPD: 10 - Grüne: 5 - FW: 13 - CDU: 9 | FWG                               | Freie Wähler – FWG Buseck                   | 35,3  | 13    | 32,6  | 12    | 30,5  | 11    | 34,4  | 13    | 34,4  | 13    |
| Sitzverteilung in der Gemeindevertretung 2021Insgesamt 37 Sitze - SPD: 10 - Grüne: 5 - FW: 13 - CDU: 9 | SPD                               | Sozialdemokratische Partei Deutschlands     | 26,3  | 10    | 37,6  | 14    | 35,4  | 13    | 42,8  | 16    | 41,2  | 15    |
| Sitzverteilung in der Gemeindevertretung 2021Insgesamt 37 Sitze - SPD: 10 - Grüne: 5 - FW: 13 - CDU: 9 | CDU                               | Christlich Demokratische Union Deutschlands | 24,2  | 9     | 23,4  | 9     | 21,2  | 8     | 22,8  | 8     | 24,4  | 9     |
| Sitzverteilung in der Gemeindevertretung 2021Insgesamt 37 Sitze - SPD: 10 - Grüne: 5 - FW: 13 - CDU: 9 | Grüne                             | Bündnis 90/Die Grünen                       | 14,1  | 5     | 6,4   | 2     | 13,0  | 5     | —     | —     | —     | —     |
| Sitzverteilung in der Gemeindevertretung 2021Insgesamt 37 Sitze - SPD: 10 - Grüne: 5 - FW: 13 - CDU: 9 | Gesamt                            | Gesamt                                      | 100,0 | 37    | 100,0 | 37    | 100,0 | 37    | 100,0 | 37    | 100,0 | 37    |
| Sitzverteilung in der Gemeindevertretung 2021Insgesamt 37 Sitze - SPD: 10 - Grüne: 5 - FW: 13 - CDU: 9 | Ungültige Stimmen in %            | Ungültige Stimmen in %                      | 2,5   | —     | 4,4   | —     | 3,1   | —     | 3,1   | —     | 2,7   | —     |
| Sitzverteilung in der Gemeindevertretung 2021Insgesamt 37 Sitze - SPD: 10 - Grüne: 5 - FW: 13 - CDU: 9 | Wahlbeteiligung in %              | Wahlbeteiligung in %                        | 56,8  | 56,8  | 53,5  | 53,5  | 51,7  | 51,7  | 49,7  | 49,7  | 57,8  | 57,8  |

### Bürgermeister
Nach der hessischen Kommunalverfassung wird der Bürgermeister für eine sechsjährige Amtszeit gewählt, seit dem Jahr 1993 in einer Direktwahl, und ist Vorsitzender des Gemeindevorstands, dem in der Gemeinde Buseck neben dem Bürgermeister ehrenamtlich ein Erster Beigeordneter und sieben weitere Beigeordnete angehören. Bürgermeister ist seit dem 1. Januar 2022 Michael Ranft (CDU). Er setzte sich am 26. September 2021 im ersten Wahlgang gegen seinen Amtsvorgänger Dirk Haas (SPD), der sich um eine zweite Amtszeit beworben hatte, bei einer Wahlbeteiligung von 76,53 Prozent mit 59,18 Prozent der Stimmen durch.
Amtszeiten der Bürgermeister
- 2022–2027 Michael Ranft (CDU)[16]
- 2016–2021 Dirk Haas (SPD)[17]
- 1998–2015 Erhard Reinl (FWG)[21]
- 1987–1997 Walter Kühn (FWG)
- 1977–1987 Helmut Hofmann (FWG)[22]

### Wappen
Das Wappen wurde am 31. Januar 1978 durch das Hessische Ministerium des Innern genehmigt.
Blasonierung: „Schild oben von Gold und Schwarz gespalten, unten eine geschweifte schwarz-silberne Spitze, belegt mit einem Herzdreipass in verwechselter Tinktur, die Spitze bedeckt mit je einem Widderhorn in Schwarz bzw. Gold.“
Die verschiedenen Linien der Familie von Buseck führten einen Widderkopf im Wappen, während das Kleeblatt für die Familien von Trohe und von Nordeck zur Rabenau steht.
Das Wappen wurde vom Bad Nauheimer Heraldiker Heinz Ritt gestaltet und wurde bereits seit dem 28. November 1966 vom jetzigen Ortsteil Großen-Buseck geführt.

### Städtepartnerschaften
Buseck ist in einer Dreierpartnerschaft mit den Orten Molln in Oberösterreich und Tát in Ungarn verbunden.
- Molln, Österreich
- Tát, Ungarn

## Kultur und Sehenswürdigkeiten
Für die Kulturdenkmäler in Buseck siehe Liste der Kulturdenkmäler in Buseck.

## Persönlichkeiten
- Jürgen Kraft (1951–2002), Radrennfahrer, geboren in Buseck
- Karl Seuling (1900–1984), Abgeordneter, geboren in Alten-Buseck
- Rüdiger Veit (1949–2020), Bundestagsabgeordneter (SPD) 1998–2017, lebte in Alten-Buseck
- Sven Simon (* 1978), Mitglied des Europäischen Parlaments (CDU), lebt in Beuern
- Albrecht Beutelspacher (* 1950), deutscher Mathematiker, lebt in Großen-Buseck
- Kaweh Mansoori (* 1988), Bundestagsabgeordneter (SPD), lebte in Alten-Buseck

## Verkehr

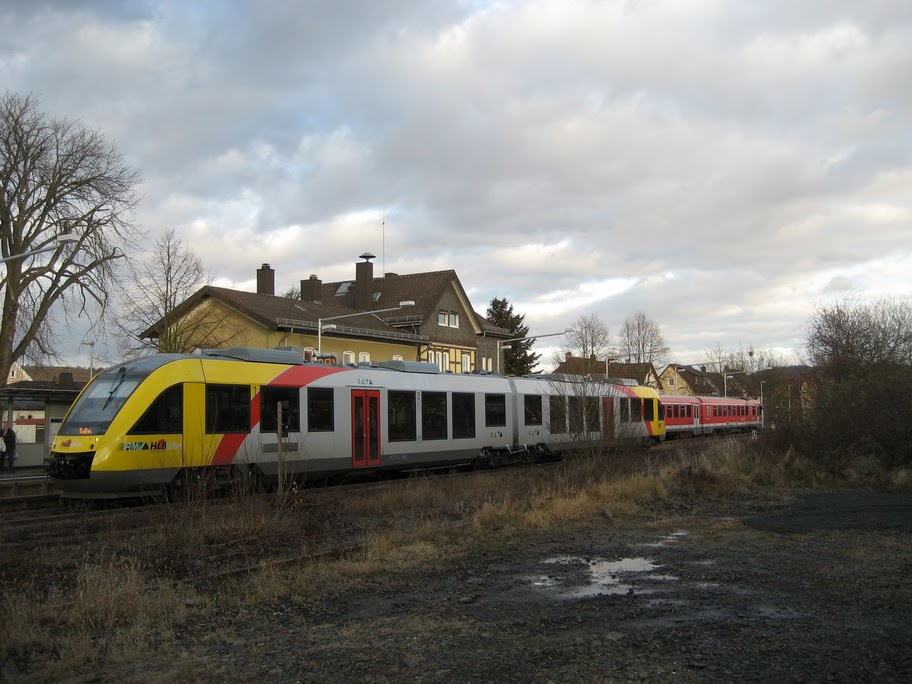
Zugkreuzung in Großen Buseck

Der Bahnhof Großen Buseck liegt an der Bahnstrecke Gießen–Fulda.
Durch das Gemeindegebiet führt die Bundesautobahn 5 mit direktem Autobahnanschluss Reiskirchen (AS 9), ebenso die Bundesautobahn 485 mit direktem Autobahnanschluss Gießen-Wieseck (AS 2) und die Bundesstraße 49.

## Bildung
Gesamtschulen:
IGS Busecker Tal
Grundschulen:
Goethe-Schule, Großen-Buseck
Grundschule Beuern
Hofburgschule, Alten-Buseck
Sonderschulen:
Martin-Luther-Schule, Leppermühle
Erwachsenenbildung:
Katholische Familienbildungsstätte
Musikschulen:
Musikschule Busecker Tal